# Château de Contebault
Le château de Contebault est une gentilhommière dans la commune de Huismes, dans le département français d'Indre-et-Loire.
Ce manoir du début du XVIe siècle, agrandi environ cent ans plus tard, est inscrit comme monument historique en 1962.

## Localisation
Le château de Contebault est construit sur le plateau limité au nord par la vallée de l'Indre et au sud par la vallée de la Vienne. Il se trouve dans la partie sud-ouest du territoire communal de Huismes, non loin de la limite entre cette commune et Chinon.

## Histoire
La partie la plus ancienne du château, le corps de logis principal et une aile en retour d'angle, date du début du XVIe siècle.
Contebault (« Connebault » sur la carte de Cassini) est en 1610 une maison forte avec une enceinte ultérieurement disparue. Ce fief est rattaché à la paroisse Saint-Mexme de Chinon.
À la fin du XVIe ou au début du XVIIe siècle le manoir est agrandi d'un pavillon et de deux tours. C'est à cette époque que le manoir est vendu sur décision de justice pour payer les dettes de son propriétaire ; ce dernier avait projeté des agrandissements qui ne sont jamais intervenus. À nouveau revendu, il échoit en 1659 à une famille qui le conserve jusqu'au milieu du XIXe siècle.
Les façades et les toitures du château sont inscrites comme monument historique par arrêté du 4 octobre 1962.

## Description
Le château se compose d'un corps de logis principal orienté est-ouest, d'un aile faisant retour vers le nord à l'extrémité occidentale du corps de logis et d'un pavillon greffé sur le pignon oriental du corps de logis.
L'aile en retour à l'extrémité ouest du corps de logis principal est partiellement arasée. Deux des angles du corps de logis supportent des poivrières munies de baies ovales. Les façades de cette partie du château sont dans un second temps recouverte d'un enduit simulant un appareil régulier de pierre de taille, pour s'harmoniser avec le pavillon ajouté. Plusieurs meurtrières de cette ancienne maison forte subsistent.
Le pavillon oriental comporte trois étages et un comble. L'angle rentrant qu'il dessine avec le corps de logis, au sud, est occupé par une tour coiffée d'un dôme et renfermant un escalier à vis permettant d'accéder aux étages. L'angle sud-est de ce pavillon est flanqué d'une tour carrée mais couverte d'un dôme.

## Pour en savoir plus